# Marjorie Taylor Greene
Marjorie Taylor Greene (Milledgeville (Georgia), 27 mei 1974) is een Amerikaans politica, zakenvrouw, en radicaal-rechtse complotdenker. Sinds 2021 vertegenwoordigt zij het 14e congresdistrict van Georgia in het Huis van Afgevaardigden. Als fervent aanhanger van Donald Trump, werd ze in 2020 verkozen na het terugtreden van partijgenoot Tom Graves. Greene werd herkozen in 2022.
Greene heeft in het verleden steun getoond voor extreemrechtse, racistische, en antisemitische complottheorieën, zoals 'witte genocide', QAnon, en Pizzagate. Voor haar verkiezing steunde ze executies van prominente politici van de Democratische partij, en als congreslid vergeleek Greene deze partij met Nazi's en coronamaatregelen met de vervolging van Joden tijdens de Holocaust. Ze bood hiervoor later haar excuses aan. In januari 2022 werd haar Twitteraccount permanent verbannen omdat ze volgens het platform desinformatie over het coronavaccin plaatste. Tijdens de Russische invasie van Oekraïne heeft ze meermaals Russische propaganda verspreid.
Greene heeft herhaaldelijk en ten onrechte beweerd dat Trump de presidentsverkiezingen van 2020 heeft gewonnen, en steunde zijn inspanningen om de uitslag ongedaan te maken. Ze riep op tot intrekking van de verkiezingsresultaten van Georgia en andere swing states tijdens het tellen van stemmen van het kiescollege, hoewel er geen substantieel bewijs van verkiezingsfraude was. Greene diende de dag na de inauguratie van president Joe Biden een afzettingsprocedure in tegen Biden wegens vermeend machtsmisbruik.

## Levensloop
Greene werd geboren in Milledgeville (Georgia), op 27 mei 1974. Ze studeerde af aan South Forsyth High School in 1992, en aan de Universiteit van Georgia met een Bachelor of Business Administration in 1996. In 2002 verkocht Greenes vader zijn aannemersbedrijf, Taylor Commercial, aan Greene en haar man. Het echtpaar werd respectievelijk vicepresident en president van het bedrijf.

### Vroege carrière en activisme
In 2021 zei Greene dat ze politiek geïnteresseerd raakte tijdens de Republikeinse voorverkiezingen van 2016. Vanaf 2017 schreef ze artikelen als correspondent voor American Truth Seekers, een inmiddels opgeheven complotwebsite, en vanaf januari 2018 voor Law Enforcement Today, een pro-politie nepnieuws-website. In 2017 bezocht Greene Washington D.C. om te protesteren tegen 'gun control'.
In februari 2019 bezocht Greene het Amerikaanse congresgebouw. In een livestream die Greene op Facebook plaatste, is ze te zien buiten het kantoor van Alexandria Ocasio-Cortez, terwijl ze haar door de brievenbus oproept om de deur te openen en haar te confronteren. Bij een bezoek aan de kantoren Ilhan Omar en Rashida Tlaib beweerde Greene ten onrechte dat ze geen "officiële" congresleden waren omdat ze tijdens hun installatie als afgevaardigde de eed hadden afgelegd op de Koran. In de video roept ze op om alsnog op de Bijbel ingezworen te worden, en beschuldigde ze hen van het steunen van de sharia.

### Verkiezingscampagne in 2020

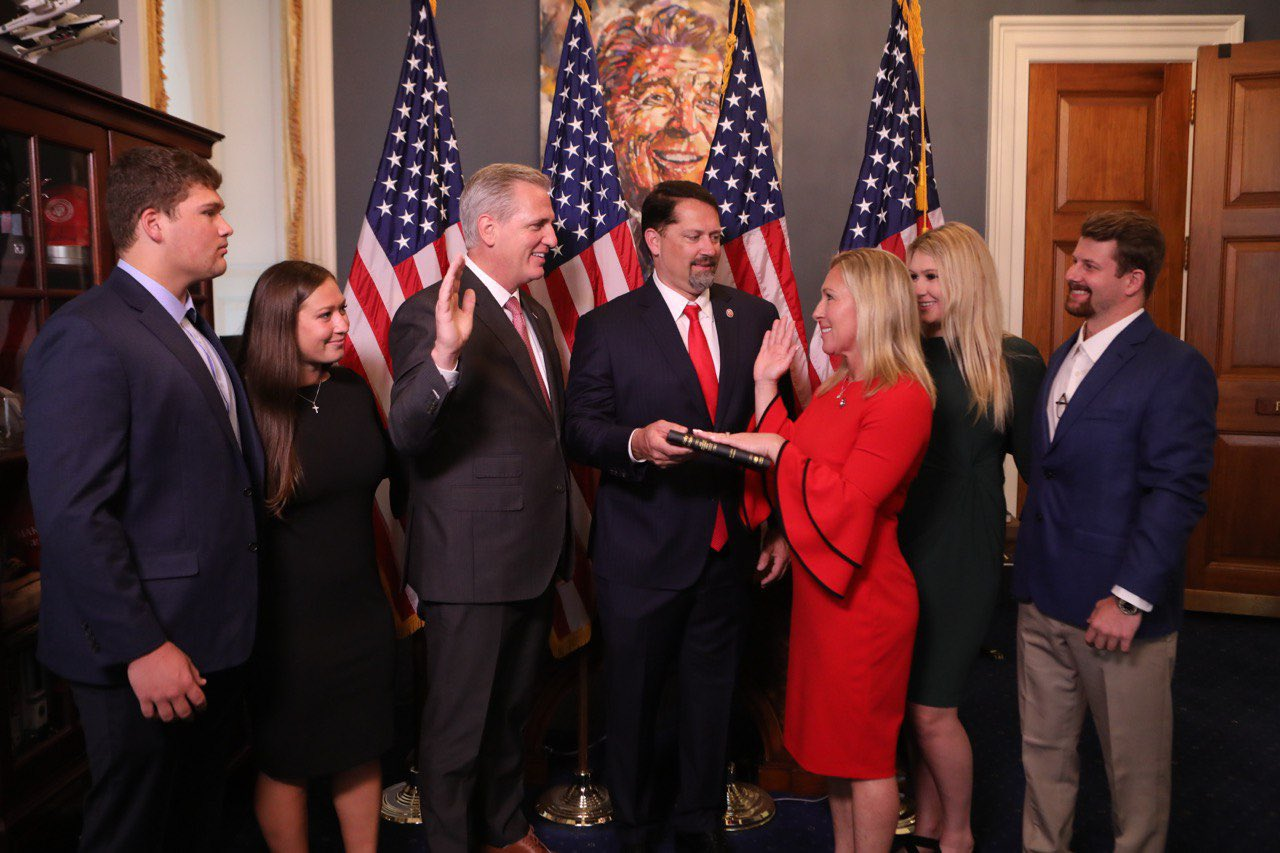
Greene's beëdiging door minderheidsleider Kevin McCarthy

Nadat Greene aangekondigd had om zich verkiesbaar te stellen voor de Republikeinse nominatie in het 7e congresdistrict, begon ze op 4 juni 2019 haar campagne voor het 6e district, waar ze zelf woonde. Nadat zittend afgevaardigde Tom Graves aankondigde dat hij zich niet meer verkiesbaar zou stellen, maakte Greene bekend haar campagne naar het 14e congresdistrict te verplaatsen. Hoewel hiervoor geen wettelijke vereiste was, zei Greene bereid zijn te verhuizen naar het district zou ze verkozen worden. Ze won de voorverkiezing op 9 juni 2020, maar wist nog geen meerderheid achter zich te krijgen. In de run-off op 11 augustus won Greene van haar concurrent, Republikein John Cowan, die zij omschreef als 'RINO' ("Republikein alleen in naam")
.
Op 3 september deelde Greene een meme op haar Facebook-pagina waarop ze zichzelf afbeeldde met een AR-15-geweer naast foto's van Ocasio-Cortez, Omar en Tlaib. Ze schreef dat het tijd was voor "sterke conservatieve christenen om in de aanval te gaan tegen deze socialisten die ons land willen verscheuren". De voorzitter van het Huis van Afgevaardigden, Nancy Pelosi, noemde de meme een "gevaarlijke geweldsbedreiging", en Omar eiste dat de meme werd verwijderd omdat ze doodsbedreigingen zou hebben uitgelokt. Nadat Facebook de meme verwijderde van hun platform, noemde Greene het een voorbeeld van Democratische cancelcultuur.
Omdat het 14e kiesdistrict een van de meest Republikeinse districten in het land is, werd Greene gezien als de overweldigende favoriet om verkozen te worden. Haar tegenstander in de algemene verkiezingen, Democraat Kevin van Ausdal, werd beschreven als een 'longshot candidate', en trok zich op 11 september 2020 terug wegens familieomstandigheden. Op 3 november werd Greene met 75% van de stemmen verkozen tot het Huis van Afgevaardigden.

### Huis van Afgevaardigden
Op haar eerste dag als afgevaardigde droeg Greene een mondkapje met de tekst "Trump Won". Op 6 januari 2021 maakte Greene bezwaar tegen het tellen van de kiesmannen uit Michigan, een staat gewonnen door Biden. Het bezwaar was niet ondertekend door een lid van de Amerikaanse Senaat en werd daarom afgewezen.
Na de bestorming van het Capitool door Trumpaanhangers, riep Greene op tot steun voor president Trump en een einde aan het geweld. In een reeks tweets na de aanval suggereerde Greene ten onrechte dat de relschoppers leden van antifa waren, terwijl een naaste medewerker van haar en conservatieve activist een van de bestormers was.
De dag na de inauguratie van president Biden, op 21 januari 2021, startte Greene een onsuccesvolle afzettingsprocedure tegen hem wegens vermeend machtsmisbruik. In een interview met Newsmax stelde ze dat hij zou zijn afgekocht door buitenlandse belangen.
Op 27 januari 2021 kondigde afgevaardigde Jimmy Gomez aan dat hij een resolutie had opgesteld om Greene uit het Huis van Afgevaardigde te verwijderen na berichten dat ze eerder had opgeroepen tot geweld tegen Democraten. Na de onthullingen van Greene's eerdere dreigementen, sprak voorzitter Pelosi over een "vijand binnen het Huis van Afgevaardigden" en benadrukte ze de noodzaak om de veiligheidsmaatregelen te verhogen. Ook bekritiseerde de voorzitter het Republikeinse leiderschap voor hun keuze om Greene lid van de onderwijscommissie te maken, nadat Greene de authenticiteit van dodelijke schietpartijen op scholen meermaals in twijfel had getrokken.
Het Huis van Afgevaardigden stemde op 4 februari 2021 met elf Republikeinen en alle Democraten om Greene uit al haar commissierollen te verwijderen, als reactie op haar opruiende uitspraken en goedkeuringen van politiek geweld voor haar verkiezing.

### Klimaatverandering
In een video stelde Greene dat 'klimaatverandering goed is voor de mens'. Letterlijk zei ze: 'This Climate Change, and carbon, is actually health for us'. Als redenen voert ze voornamelijk argumentatie aan, die gericht is op de consumptiebehoefte van de consument, zoals 'fossiele brandstof om mensen warm te houden, omdat ze anders in de winter overlijden'. Onduidelijk is of er wederhoor is gepleegd.

### Privéleven
Greene trouwde in 1995 met Perry Greene; samen hebben ze drie kinderen. Ze liet zich in 2011 omdopen bij een evangelisch megakerknetwerk. Greene spreekt vaak over haar geloof en heeft gezegd dat ze "mijn geloof en mijn familiewaarden naar Washington" wil brengen. In 2020 kwamen beschuldigingen van huwelijkse ontrouw naar voren.
In december 2022 is het huwelijk door een scheiding tot een einde gekomen.